# Sonic Boom
Sonic Boom je devatenácté studiové album a první po 11 letech od americké hard rockové skupiny Kiss. Album vyšlo 6. října 2009. Album produkovali Paul Stanley a Greg Collins a také to je první studiové album v sestavě s kytaristou Tommy Thayerem. Desku přijala pozitivně jak kritika tak veřejnost. V prvním týdnu se prodalo 108 000 kopií.

## Seznam skladeb
| Základní verze | Základní verze                | Základní verze             | Základní verze    | Základní verze |
| Pořadí         | Název                         | Autor                      | Hlavní zpěvák     | Délka          |
| -------------- | ----------------------------- | -------------------------- | ----------------- | -------------- |
| 1.             | Modern Day Delilah            | Stanley / Simmons          | Paul Stanley      | 3:37           |
| 2.             | Russian Roulette              | Stanley / Simmons          | Gene Simmons      | 4:52           |
| 3.             | Never Enough                  | Stanley / Tommy Thayer     | Stanley           | 3:26           |
| 4.             | Yes I Know (Nobody's Perfect) | Simmons                    | Simmons           | 3:02           |
| 5.             | Stand                         | Stanley / Simmons          | Stanley / Simmons | 4:50           |
| 6.             | Hot and Cold                  | Simmons                    | Simmons           | 3:36           |
| 7.             | All for the Glory             | Stanley / Simmons          | Eric Singer       | 3:49           |
| 8.             | Danger Us                     | Stanley                    | Stanley           | 4:22           |
| 9.             | I'm an Animal                 | Stanley / Simmons / Thayer | Simmons           | 3:47           |
| 10.            | When Lightning Strikes        | Thayer / Stanley           | Thayer            | 2:45           |
| 11.            | Say Yeah                      | Stanley                    | Stanley           | 4:27           |
| Celková délka: | Celková délka:                | Celková délka:             | Celková délka:    | 43:07          |

## Sestava
- Paul Stanley – rytmická kytara, zpěv
- Gene Simmons – basová kytara, zpěv
- Tommy Thayer – sólová kytara, zpěv
- Eric Singer – bicí, zpěv

## Umístění
Album
| Hitparáda(2009)        | Umístění |
| ---------------------- | -------- |
| Austrálie              | 22       |
| Belgie                 | 40       |
| Dánsko                 | 24       |
| Evropská hitparáda alb | 5        |
| Finsko                 | 7        |
| Francie                | 31       |
| Itálie                 | 12       |
| Kanada                 | 3        |
| Maďarsko               | 24       |
| Německo                | 4        |
| Nizozemsko             | 13       |
| Norsko                 | 2        |
| Švédsko                | 3        |
| Švýcarsko              | 12       |
| Španělsko              | 32       |
| Rakousko               | 6        |
| USA                    | 2        |
| UK                     | 24       |